# 須崎正明
須崎 正明（すざき まさあき、1939年8月29日 - ）は、東京都出身の元プロ野球選手（外野手）。

## 経歴
神奈川県立多摩高等学校から信越電電を経て関根潤三の紹介でテストを受け1963年に近鉄バファローズへ入団。長打力はないがシャープなバッティングと走力の高さを見込まれた。
1963年は新人研修制度（成人者は開幕から50試合、未成年者は開幕から100試合一軍出場は不可であった）のためデビューは6月に入ってからであったが、南海ホークス戦で杉浦忠から本塁打を打つなど存在感をアピールした。同年は第1回ジュニアオールスターにも選出される。
しかし翌年は一軍での出場がなく解雇され、1965年からはテストを受け合格した国鉄スワローズへ移籍した。開幕一軍はならなかったが、早々に監督の交代（林義一→砂押邦信）があり、貴重な左打者として一軍に昇格。6月の広島戦では代打逆転サヨナラ三塁打を打ち、7月以降は9試合に外野手として先発するなど、最下位に低迷するチームに貢献した。監督が飯田徳治に交代した1966年もチャンスメーカーとして20試合に先発出場。貧打のチームではそれなりの成績を残したが、この年限りで引退した。
1965年には101打席で三振はわずか3つである反面、盗塁を11回試み成功はわずか2回であった。

## 詳細情報

### 年度別打撃成績
| 年 度     | 球 団     | 試 合 | 打 席 | 打 数 | 得 点 | 安 打 | 二 塁 打 | 三 塁 打 | 本 塁 打 | 塁 打 | 打 点 | 盗 塁 | 盗 塁 死 | 犠 打 | 犠 飛 | 四 球 | 敬 遠 | 死 球 | 三 振 | 併 殺 打 | 打 率 | 出 塁 率 | 長 打 率 | O P S |
| --------- | --------- | ----- | ----- | ----- | ----- | ----- | -------- | -------- | -------- | ----- | ----- | ----- | -------- | ----- | ----- | ----- | ----- | ----- | ----- | -------- | ----- | -------- | -------- | ----- |
| 1963      | 近鉄      | 26    | 29    | 27    | 4     | 5     | 0        | 1        | 1        | 10    | 2     | 2     | 0        | 1     | 0     | 1     | 0     | 0     | 2     | 1        | .185  | .214     | .370     | .585  |
| 1965      | サンケイ  | 100   | 101   | 94    | 9     | 24    | 4        | 2        | 0        | 32    | 4     | 2     | 9        | 4     | 0     | 3     | 0     | 0     | 3     | 1        | .255  | .278     | .340     | .619  |
| 1966      | サンケイ  | 74    | 120   | 111   | 10    | 27    | 2        | 1        | 0        | 31    | 2     | 4     | 0        | 6     | 0     | 2     | 0     | 1     | 8     | 2        | .243  | .263     | .279     | .542  |
| 通算：3年 | 通算：3年 | 200   | 250   | 232   | 23    | 56    | 6        | 4        | 1        | 73    | 8     | 8     | 9        | 11    | 0     | 6     | 0     | 1     | 13    | 4        | .241  | .264     | .315     | .578  |

### 背番号
- 56 （1963年 - 1964年）
- 53 （1965年 - 1966年）